# 西生寺 (中津川市)
西生寺（さいしょうじ）は、岐阜県中津川市本町にある真宗大谷派の寺院。山号は寂光山。本尊は阿弥陀如来。

## 歴史
真宗大谷派に属し、阿弥陀如来を本尊とする。
開基は越前朝倉氏一門の朝倉周興師で、越前一乗谷の草庵を去り飛驒高山・中山道・美濃街道を経て中津川宿に入った。
元和元年(1615年)清水垣外に惣道場として西林寺を創立した時にはじまる。
元和5年(1619年)の粟津右近奥書、中津川村惣道場宛の文書には次の様に記されている。「寺内東西十弐間　南北十六間　寺附田畑三反六畝六歩　此高弐石四斗三升六合免許にて無税」　
元禄9年(1696年)四世の光量院釈周哲(朝倉周哲)大導師が堂を建立して寺号を許され西生寺と号するに至たる。
寂光山の山号は延享4年(1747年)の文書にも明らかである。
文政元年(1818年)本堂・庫裏を焼失したが、天保3年(1832年)朝倉秀圓の代に再建された。
梵鐘は戦時中に供出され、現在の梵鐘は昭和25年(1950年)に鋳造されたものである。

### 寺宝
親鸞上人作と伝わる座木像、蓮如上人自筆六字名号、全御文五帖目一通、夢窓国師画讃紙本戯画一幅などがある。